# Hans Dannenberg
Frank Hans Dannenberg Castellanos (Miami-Dade, 23 de enero de 1971- Montreal, 23 de diciembre de 2023) fue un diplomático dominicano.

## Biografía
Nació en la ciudad de Miami, Florida, Estados Unidos, el 23 de enero de 1971. Ingresó al Servicio Exterior dominicano a través del Ministerio de Relaciones Exteriores en 2006. Dannenberg Castellanos desempeñó varios roles importantes en el ámbito diplomático. Fue embajador extraordinario y plenipotenciario de República Dominicana en India, con concurrencia en países como Tailandia, Malasia, Vietnam, Sri Lanka, Filipinas e Isla Mauricio. Posteriormente, al representar a República Dominicana en Rusia, su labor se extendió también a naciones como Bielorrusia, Moldavia, Armenia, Tayikistán, Kazajistán, Kirguistán, Uzbekistán y Mongolia. De 2015 a 2020, ejerció con distinción la posición de decano del Cuerpo Diplomático en India.
Más allá de la diplomacia, en el Ministerio de Turismo, dirigió proyectos estratégicos relacionados con cruceros, líneas aéreas y marketing internacional, enfocando esfuerzos hacia Rusia, Asia Central y América del Norte. En el sector privado, desde la Asociación de Hoteles de Puerto Plata propulsó la promoción de la Costa Norte dominicana. Además, en empresas como Allegro Resorts y APA International Airlines, fortaleció relaciones intergubernamentales y comerciales.
En julio de 2023, el presidente Luis Abinader lo nombró embajador extraordinario y plenipotenciario de República Dominicana en Canadá. Durante su designación como embajador extraordinario y plenipotenciario de República Dominicana en Canadá, trabajó con empeño en fortalecer y consolidar las relaciones bilaterales. Visualizó su nación no sólo como un aliado de Canadá, sino como un socio estratégico clave en la región del Caribe y Latinoamérica. Con una perspectiva orientada al futuro, buscó entrelazar lazos de cooperación, desarrollo y entendimiento mutuo, con la certeza de que, ambas naciones pudieran trazar nuevos horizontes en el panorama internacional.
Hans Dannenberg Castellanos falleció el 23 de diciembre de 2023, en Montreal, Canadá.
El gobierno de la República Dominicana declaró el 3 de enero como día de duelo nacional en honor a Dannenberg.